# Jamie Raines
Jamie Anthony Lotun-Raines  (Colchester, 19 de febrero de 1994  ) es un YouTuber inglés, activista LGBTQ  y psicólogo. 
Es un hombre trans y sus videos comenzaron hablando de su vida y  transición de género, más tarde  se expandieron a cubrir otros temas LGBTQ+.
Su canal, Jammidodger, tiene más de un millón de suscriptores. 

## Biografía
Creció en Colchester, Essex, dónde asistió a la escuela St Mary's y al Colchester sixth form college.
A los 16 años,(2010),  se declara transgénero, su familia lo apoya, y con su ayuda elige el nombre Jaime. 
Tras comenzar terapia de reemplazo hormonal, comienza a tomar fotos y crear videos para documentar su transición.
Comienza su canal de YouTube en 2011. 
En 2015 participa en Girls To Men, un documental realizado por Channel 4
Recibió su Certificado de Género en 2019, que cambió oficialmente su sexo registral. 
El 2022, contrajo matrimonio con su novia, Shaaba Lotun-Raines   tras una larga relación sentimental. Se conocieron en la educación secundaria.   Cada uno hace apariciones semirregulares en el canal de YouTube del otro.
Originalmente su familia no aprobaba de la relación, ni de su transición, pero finalmente lo aceptaron. Esto fue retratado en un programa de reality, Bride and Prejudice,
Shaaba y Jaime fueron a la universidad juntos, llegando a tener doctorados.
El completo un programa de magíster y luego doctorado en Psicología  en la universidad de Essex, en 2021, donde realizó investigación sobre la respuesta sexual de hombres trans y otros temas relacionados.

## Carrera Profesional

### Redes sociales
Jammidodger comenzó en 2011. El nombre hace referencia a un tipo de galleta popular en el reino unido.
Quiso documentar su transición al descubrir su género viendo un documental sobre el tema
También tiene cuentas en otras redes como Instagram y Twitter, y una cuenta compartida con su esposa en Twitch, donde se presentan jugando  videojuegos en vivo.

### Libro
En 2023, lanza su primer libro: La T en LGBT: Todo lo que necesitas saber sobre ser trans, del sello Vermilion de Ebury Publishing (ISBN 9781785044298)
El y su esposa también grabaron una versión en audio

## Premios
En 2020, fue finalista en los 12.º Premios Shorty, en la categoría de cuentas con temas LGBTQ+ 
En 2022,  ganó en los British LGBT Awards, como Influencer